# Sensenschmiede unter der Linde
Die ehemalige Sensenschmiede unter der Linde, auch Oberhaindl ist ein denkmalgeschütztes Ensemble der Industriekultur in Micheldorf in Oberösterreich im Bezirk Kirchdorf. Das Sensenwerk wurde 1581 errichtet und 1886 stillgelegt.

## Lage
Das Oberhaindl liegt in Hinterburg in der Katastralgemeinde Mittermicheldorf. Als einzige der Micheldorfer Schmieden wurde sie nicht von an der Krems selbst angetrieben, sondern von einem Zufluss, dem Hinterburgerbach.

## Geschichte
Die Schmiede war der Herrschaft Spital am Pyhrn dienstpflichtig. 

## Bauwerke

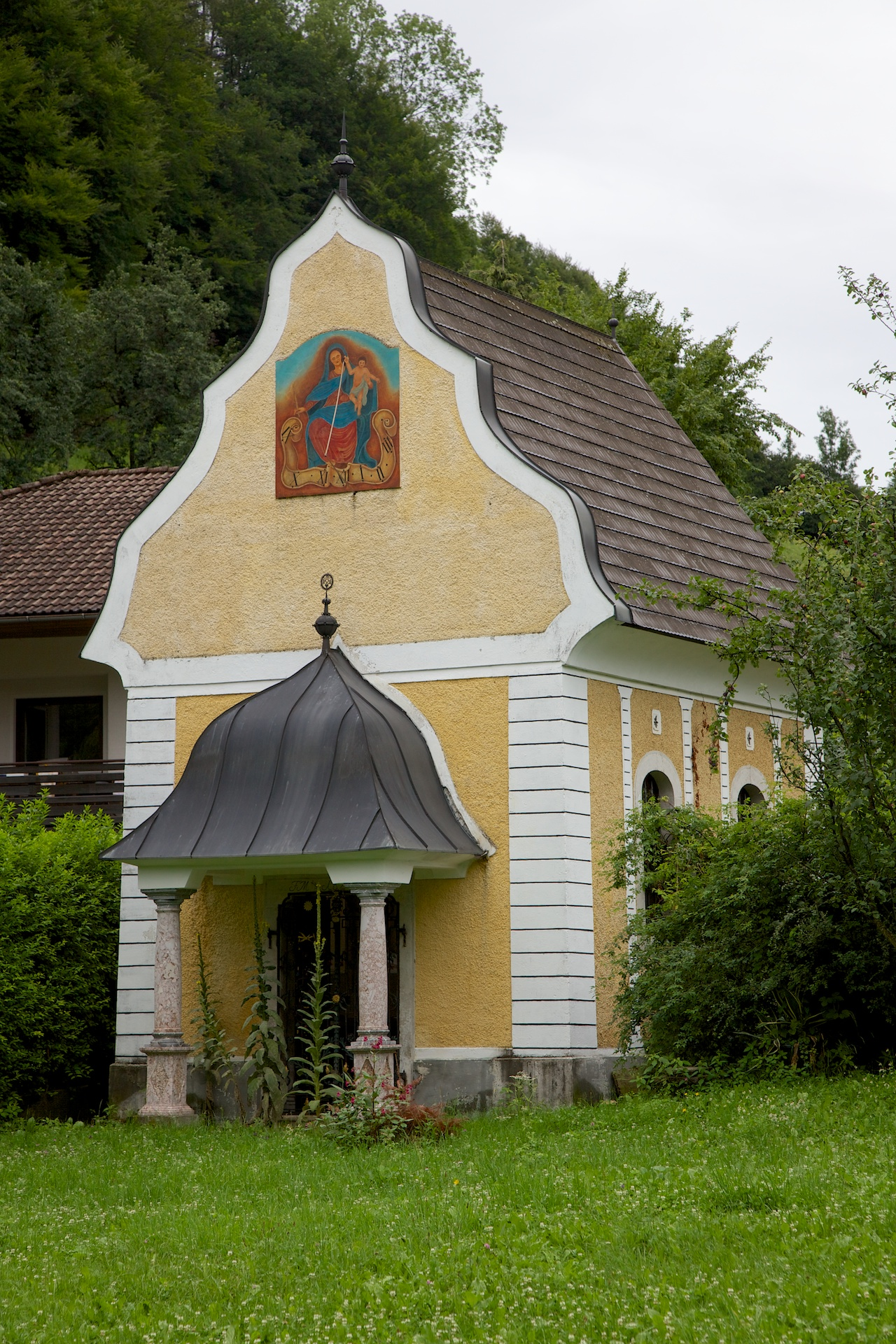
Haindl-Kapelle, 1820 erbaut

Das Sensenwerk bestand aus zahlreichen Bauwerken, von denen einige noch heute erhalten sind.

### Herrenhaus
Herrenhaus mit kreuzförmigem Grundriss. Steht unter Denkmalschutz.

### Nebengebäude
Ein Wohngebäude neben dem Herrenhaus steht ebenfalls unter Denkmalschutz.

### Stallgebäude
Das Stallgebäude steht unter Denkmalschutz.

### Haindlkapelle
Die freistehende Hauskapelle wurde 1820 unter den Gewerken Franz und Josefa Moser in einer Sumpfwiese als Notstandsarbeit der Schmiede erbaut. Geschwungener Giebel mit Sonnenuhr, qualitätsvolles gleichzeitiges klassizistisches Schmiedeeisengitter und ebensolcher Altar. Das Gitter trägt das Zeichen „Zwei Mondschein“ und die Initialen „F M J M“.